# Campeonato Mundial de Tiro de 1927
El XXIV Campeonato Mundial de Tiro se celebró en Roma (Italia) en el año 1927 bajo la organización de la Federación Internacional de Tiro Deportivo (ISSF), la Unión Italiana de Tiro de Precisión y la Federación Italiana de Tiro al Plato.

## Resultados

### Masculino
| Evento                                  | Oro                                 | Plata                               | Bronce                              |
| --------------------------------------- | ----------------------------------- | ----------------------------------- | ----------------------------------- |
| Rifle 3 posiciones 300 m                | Josias Hartmann · Suiza · 1105 pts. | Karl Zimmermann · Suiza · 1083 pts. | Olle Ericsson · Suecia · 1077 pts.  |
| Rifle 3 posiciones 300 m (equipos)      | Suiza · 5379                        | Suecia · 5309                       | Estados Unidos 5272                 |
| Rifle en pos. tendida 300 m             | William Bruce Estados Unidos 389    | Mauritz Eriksson · Suecia · 387     | Ivar Wester · Suecia · 385          |
| Rifle en pos. de rodillas 300 m         | Josias Hartmann · Suiza · 379       | Karl Zimmermann · Suiza · 375       | Walter Lienhard · Suiza · 369       |
| Rifle en pos. de pie 300 m              | Josias Hartmann · Suiza · 344       | Karl Zimmermann · Suiza · 342       | Raymond Durand Francia 340          |
| Rifle militar 3 posiciones 300 m        | Ernesto Panza Italia 446            | Riccardo Ticchi Italia 446          | Gian Galeazzo Cantoni Italia 438    |
| Rifle militar en pos. tendida 300 m     | Franco Micheli Italia 171           | Riccardo Ticchi Italia 165          | Marian Borzemski · Polonia · 161    |
| Rifle militar en pos. de rodillas 300 m | Riccardo Ticchi Italia 160          | J. Scheuter · Países Bajos · 154    | Fritz Kuchen · Suiza · 154          |
| Rifle militar en pos. de pie 300 m      | Louis Gouéry Francia 152            | Gian Galeazzo Cantoni Italia 147    | Ernesto Panza Italia 145            |
| Pistola 50 m                            | Wilhelm Schnyder · Suiza · 532      | August Wiederkehr · Suiza · 530     | Charles des Jammonières Francia 523 |
| Pistola 50 m (equipos)                  | Suiza · 2573                        | Dinamarca 2491                      | España 2481                         |

## Medallero
| Núm. | País           | Oro | Plata | Bronce | Total |
| ---- | -------------- | --- | ----- | ------ | ----- |
| 1    | Suiza          | 6   | 4     | 2      | 12    |
| 2    | Italia         | 3   | 3     | 2      | 8     |
| 3    | Francia        | 1   | 0     | 2      | 3     |
| 4    | Estados Unidos | 1   | 0     | 1      | 2     |
| 5    | Suecia         | 0   | 2     | 2      | 4     |
| 6    | Dinamarca      | 0   | 1     | 0      | 1     |
|      | Países Bajos   | 0   | 1     | 0      | 1     |
| 8    | España         | 0   | 0     | 1      | 1     |
|      | Polonia        | 0   | 0     | 1      | 1     |
|      | TOTAL          | 11  | 11    | 11     | 33    |